# Farzar
A Farzar 2022-es amerikai 2D-s flash animációs szitkom, amelyet Waco O'Guin és Roger Black alkotott.
Amerikában és Magyarországon 2022. július 15-én a Netflix mutatta be.
2023. november 15-én egy évad után törölték a sorozatot.

## Cselekmény
Farzar bolygóját már évek óta benépesítette az emberi faj, mely Renzo királynak köszönhető. A történet Renzo fiát, Fichael és csapatát a K.A.K.Á-t követi nyomon, ahogy megküzdenek mindenféle űrlénnyel, hogy megvédjék Farzar bolygóját.

## Szereplők

### Főszereplők
| Szereplő         | Eredeti hang  | Magyar hang        | Leírás |
| ---------------- | ------------- | ------------------ | --- |
| Renzo király     | Lance Reddick | Varga Gábor        | A korrupt és ellenszenves császára Farzarnak. Ficheal herceg apja. A Manipulatív propagandájával győzi meg az embereket, hogy rá szavazzanak, és megöli azokat akik nem ezt teszik.                                        |
| Fichael herceg   | Dana Snyder   | Baráth István      | Egy jóindulatú, de nem túl okos királyi űrkadét, Aki elhatározza, hogy különleges alakulata, a K.A.K.A segítségével megvédi Farzar bolygóját a gonosz támadóktól. Renzo király és Flammy királyné fia.                     |
| Bazarack         | Dana Snyder   | Hamvas Dániel      | Egy gonosz idegen császár, aki seregével megpróbálja elfoglalni Farzart. |
| Billy            | Dana Snyder   | Pál Tamás          | Egy idióta állati mutáns lény, melyet Barry hozott létre. Habár néha Billy úgy viselkedik mint egy gyerek, nagyon sok kijelentése bölcsnek bizonyul.                                                                       |
| Dr. Barry Barris | David Kaye    | Kautzky Armand     | Egy balfék tudós. Renzo legmagasabb tudósa. |
| Kiltarisz        | David Kaye    | Törköly Levente    | Bazarack csatlósa. |
| Val              | Kari Wahlgren | Laurinyencz Réka   | Kétfejű ikerlány, kontrasztos személyiséggel. Val kedves, kiegyensúlyozott és egy tanárnőként dolgozik, míg Mal egy borongós exkatona aki csak a gyilkolásban és a mészárlásban leli a boldogságát. Val, Fichael szerelme. |
| Mal              | Kari Wahlgren | Bogdányi Titanilla | Kétfejű ikerlány, kontrasztos személyiséggel. Val kedves, kiegyensúlyozott és egy tanárnőként dolgozik, míg Mal egy borongós exkatona aki csak a gyilkolásban és a mészárlásban leli a boldogságát. Val, Fichael szerelme. |
| Scootie          | Jerry Minor   | Rajkai Zoltán      | Korábban emberi lény volt amíg nem egyesével elvesztette testrészeit és kiborg lett belőle. |

### Mellékszereplők
| Szereplő        | Eredeti hang     | Magyar hang       | Leírás |
| --------------- | ---------------- | ----------------- | --- |
| Zobo            | Carlos Alazraqui | Karácsonyi Zoltán | Egy kaotikus rózsaszín nyusziszerű űrlény elektromos képességekkel, mellyel káoszt képes teremteni maga körül. Eredeti szinkronban spanyol akcentussal beszél. |
| Flammy királynő | Grey Griffin     | Kovács Nóra       | Egy szexmániás vén királynő, akit csak Renzo azért vett el feleségül, hogy megkaphassa a trónt. Fichael anyja.                                                 |

### Magyar változat
- Magyar szöveg: Laki Mihály
- Dalszöveg: Cseh Dávid Péter
- Hangmérnök: Gajda Mátyás
- Vágó: László László
- Gyártásvezető: Újréti Zsuzsa
- Szinkronrendező: Pupos Tímea
- Zenei rendező: Császár Bíró Szabolcs
- Produkciós vezető: Haramia Judit

A szinkront a Iyuno-SDI Group Budapest készítette el.

## Epizódok
| Sor. | Év. | Cím                                                            | Rendező                       | Író                          | Premier          |
| ---- | --- | -------------------------------------------------------------- | ----------------------------- | ---------------------------- | ---------------- |
| 1.   | 1.  | Üdv Farzarban! (Welcome to Farzar)                             | Brian Mainolfi                | Waco O'Guin & Roger Black    | 2022. július 15. |
| 2.   | 2.  | Robotlázadás (Robot Revolution)                                | Beth Wollman                  | Waco O'Guin & Roger Black    | 2022. július 15. |
| 3.   | 3.  | Mentsd meg a gyilok démonokat! (Save the Reaper Demons)        | Ashley J. Long                | Josh Greenbarg & Miles Woods | 2022. július 15. |
| 4.   | 4.  | Szent Kacsócsók-nap (St. Pudchuggers Day)                      | Brian Mainolfi                | Josh Greenbarg & Miles Woods | 2022. július 15. |
| 5.   | 5.  | Daddy O'Baggins kalandjai (The Adventures of Daddy O'Baggins)  | Beth Wollman                  | Josh Greenbarg & Miles Woods | 2022. július 15. |
| 6.   | 6.  | Egy fenséges találkozó (Flammy Reunion)                        | Joey Adams                    | Waco O'Guin & Roger Black    | 2022. július 15. |
| 7.   | 7.  | Baz, frufru és agy (Baz, Bangs and Brains)                     | Brain Mainolfi                | Waco O'Guin & Roger Black    | 2022. július 15. |
| 8.   | 8.  | A nagy és rettenthetetlen Ozner (The Great and Powerful Ozner) | Beth Wollman                  | Dan Singer                   | 2022. július 15. |
| 9.   | 9.  | Emlékek háborúja (Memory Wars)                                 | Ashley J. Long & Pete Michels | Rocky Russo & Jeremy Sosenko | 2022. július 15. |
| 10.  | 10. | Háború és béke (War and Peace)                                 | Brian Mainolfi                | Waco O'Guin & Roger Black    | 2022. július 15. |

## A sorozat készítése
2021. január 29-én jelentették be, hogy a Brickleberry és a Paradise rendőrei alkotói, Roger Black és Waco O'Guin szerződést kötöttek a Netflixszel több sorozatra is. A sorozat animációját a Bento Box Entertaiment készítette. A sorozathoz 10 epizódot rendeltek egy évadra. Roger Black és Waco O'Guin volt a sorozat showrunnerja és vezető producere. A sorozat premierje 2022. július 15-én volt.

## Szereplőgárda
A sorozat bejelentése után jelentették be a szereplőgárdát is, amelyben Lance Reddick, Dana Snyder, Gray Griffin, David Kaye, Kari Wahlgren, Jerry Minor és Carlos Alazraqui volt található.